# 第二次利比里亞內戰
第二次利比里亚内战是1999年至2003年發生在利比里亞境內的武裝衝突，而在此之前的1996年，该国才结束第一次内战。查尔斯·泰勒在第一次利比里亚内战胜利后，于1997年上台为利比理亚总统。第一次内战结束后，该国获得了两年的短暂和平。1999年，一个由几内亚政府支持的反政府组织利比里亚和解与民主联盟（LURD）首先在比里亚北部进行了反泰勒武装斗争。该组织很快的在北部对泰勒方面取得进展，并在2002年初开始逼近首都蒙羅維亞。利比里亚民主运动（MODEL）是利比里亚第二个反政府武装组织，并于2003年初在利比里亚南部开展反泰勒军事行动，然后迅速攻占了南部的大部分地区。此时查尔斯·泰勒只控制了利比里亚的三分之一领土，在蒙罗维亚围城的情势压力下，查尔斯·泰勒于2003年8月辞职，逃往尼日利亚。
2003年8月18日，交战各方签署了《阿克拉全面和平协定》，标志着第二次利比里亞內戰结束，利比里亚开始向民主过渡。並且由查尔斯·久德·布赖恩特擔任利比里亞临时总统。
第二次利比里亚内战导致超过50,000人死亡，另有数千人在国内流离失所。冲突中，泰勒方面和利比里亚和解与民主联盟都广泛使用了童兵。联合国利比里亚特派团被部署在该国，直到2018年正式撤出。

## 概述

### 背景介绍

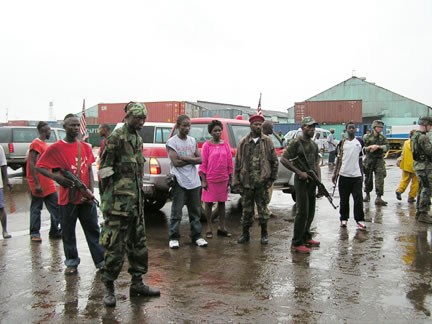
LURD 指挥官“Gen. Cobra”和他的卫队

第一次利比里亚内战于1997年8月结束，查尔·泰勒上台成为利比里亚总统。1989年12月，泰勒和他的民兵--利比里亚全国爱国阵线（NPFL）从象牙海岸边境方向发动反塞缪尔·多伊政府军事行动，推翻了塞缪尔·多伊总统，从而引发了这场战争。NPFL迅速征服了利比里亚防了首都蒙罗维亚除外大部分地区，该地区由约翰逊王子领导的独立的利比里亚全国爱国阵线（INPFL）的一个分裂集团控制。1990年9月，INPFL抓获并处决了多伊，并抵制了NPFL夺取蒙罗维亚的企图，使泰勒无法取得彻底的胜利，并将战争延长了多年。1996年，主要派别之间签署了一项和平协议，并促成了1997年的利比里亚大选。
泰勒以75%的压倒性选票赢得了总统选举的胜利，并且他的全国爱国党在利比里亚立法机构中占主导地位，他的成功主要是由于他对媒体的控制。但由于对失败后战争会重新开始的恐惧，以及利比里亚公众对民主进程的普遍不熟悉。泰勒迅速建立的政权成为了一个极权和腐败的政府，许多持不同政见者纷纷逃往邻国。泰勒建立利比里亚作为地区强国的野心导致他支持叛乱团体，如几内亚民主力量联盟在RFDG叛乱中的支持和塞拉利昂内战中的革命联合阵线。这使他与几内亚和塞拉利昂政府发生冲突，作为报复，它们开始支持逃到它们国家的反泰勒持不同政见者。